# 山梨県道413号平林青柳線
山梨県道413号平林青柳線（やまなしけんどう413ごう ひらばやしあおやぎせん）は、山梨県南巨摩郡富士川町を起点・終点とする一般県道である。

## 概要

### 路線データ
- 起点：山梨県南巨摩郡富士川町平林（赤石温泉）
- 終点：山梨県南巨摩郡富士川町青柳（青柳2丁目交差点＝山梨県道42号韮崎南アルプス富士川線交点）

## 通過する自治体
- 南巨摩郡富士川町

## 交差・接続する道路
- 山梨県道42号韮崎南アルプス富士川線（南巨摩郡富士川町青柳・青柳2丁目交差点）

## 周辺
- 赤石温泉
- 平林へき地保育所
- 富士川町立増穂西小学校
- 平林郵便局
- 富士川町立増穂小学校
- 富士川町役場